# Ptilocodium repens
Ptilocodium repens is een hydroïdpoliep uit de familie Ptilocodiidae. De poliep komt uit het geslacht Ptilocodium. Ptilocodium repens werd in 1909 voor het eerst wetenschappelijk beschreven door Coward. 